# ウエスト (たばこ)
ウエスト（独: West /ˈvɛst/ ヴェスト）は、ドイツのタバコの銘柄のひとつ。イギリスに本社がある国際的なタバコ会社である インペリアル・ブランズ傘下のレームツマが製造している国際的なブランド。ドイツでは1981年に発売され、当初はタバコ専門店のみで販売されていたが、1987年から一般のスーパーや自動販売機でも販売されることになった。現在、世界90か国以上で販売されている。2011年から日本でも発売を開始、2015年現在11銘柄（レギュラー及びメンソール）が、インペリアルタバコジャパンから販売されている。

## ブランド名の由来
ドイツから見て「西」に位置する国であるアメリカの独立心や自由をイメージする名前としてWESTと名付けられた。

## 歴史
ウエストは1981年、当時ドイツ最大のタバコ会社レームツマ（Reemtsma）から発売され、すぐにドイツ国内の20代を中心とした喫煙者の人気タバコブランドになった。1993年には販売を広げ、ヨーロッパ15ヵ国以上で発売。レームツマが2002年に世界4番目のタバコ会社 インペリアル タバコ グループに取得されて以降、ウエストは国際的なブランドとして、世界７０ヵ国以上で販売。2011年から日本でも販売されている。
2022年10月28日、販売を終了すると発表、インペリアル・ブランズ･ジャパン自体も市場から撤退すると発表した。

## 年表
- 1981年　-　ドイツで販売開始1
- 1982年　-　F1のザクスピードチームのスポンサー締結
- 1987年　-　ドイツの一般スーパーや自動販売機で販売開始
- 1993年　-　販売をヨーロッパ15ヶ国へと拡大
- 1996年　-　F1チーム「ウエスト・マクラーレン・メルセデス」の契約開始
- 2000年　-　シト・ポンスのMotoGPチームのスポンサー締結
- 2002年　-　インペリアルタバコ社がウエストの販売元レームツマ社を取得
- 2004年　-　「新しい一歩を踏み出そう」キャンペーン展開
- 2009年　-　発売30周年目に向けて、初めてのパッケージデザイン変更
- 2011年　-　日本で販売開始2
- 2012年　-　日本国内のブランドを7銘柄で展開
- 2014年　-　日本限定のパッケージデザインを発表　新製品　ウエスト・シルバーを導入
- 2015年  -  1月14日に新製品　「ディープブルー」を　3月23日に「アイスフレッシュ・エイト」「アイスフレッシュ・ワン・100」を日本で導入
- 2022年  -  10月下旬に販売を終了。取扱店の在庫をもって順次終了すると発表した。

## 特徴
ウエストに使われている葉タバコは、「アメリカンブレンド」と呼ばれる、3種類をブレンドしている。天日乾燥するオリエント種、空気乾燥のバーレー種と熱処理倉庫で乾燥されるバージニア種の葉タバコを世界各地から集めて調合している。

## キャンペーン
- 1981年　-　Let's Go West　-　新ブランド立ち上げ時のマーケティングキャンペーン
- 1987年　-　Test the West　-　ウエストの販路を拡大するキャンペーン
- 2004年　-　Everything Starts Now
- 2009年　-　Express Yourself　-　発売30周年目キャンペーン
- 2014年　-　再起動　-　日本独自のキャンペーン スタート

## スポンサーシップ
ウエストはかつてフォーミュラ1チームの主要なスポンサーであり、1985年から1989年までザクスピードのスポンサーを務める。2000年から2年間シト・ポンスのMotoGPチームをスポンサード。
また、マクラーレンがそれまでのスポンサーであったマールボロを1997年からウエストに代え、ウエスト・マクラーレン・メルセデスに改称。1998年 - 1999年には、エースドライバーのミカ・ハッキネンが、F1ワールドチャンピオンを獲得、同1998年には、ウエスト・マクラーレン・メルセデスがコンストラクターズチャンピオンも同時に獲得した。しかしたばこ広告に関する規制が全世界的に厳格化されたことにより、2005年7月29日第13戦ハンガリーGPのフリープラクティスを以ってマクラーレンとの契約を解消した。

## 日本の製品一覧
販売終了製品
日本で販売されているウエスト製品は、ドイツ本国製造品もあるが　殆どは台湾で製造されている。